# Nemespátró
Nemespátró est un village et une commune du comitat de Zala en Hongrie. Il s'est appelé Pátró de 1952 à 1991.